# Mike Stone (músico)
Mike Stone (nacido el 30 de noviembre de 1969) es el guitarrista de la banda de metal progresivo, Queensrÿche y el bajista y el vocalista principal de la banda Speed-X. Se sumó a la banda e hizo su primera aparición con la banda en el álbum Tribe en el 2003 en la canción «Losing Myself», así como en la gira de promoción del disco antes mencionado.
En diciembre de 1992, Stone se une a Criss, proyecto solista del baterista de Kiss, Peter Criss. El grupo realiza una gira mundial lanzando el álbum Cat # 1 en agosto de 1994. Stone deja la banda en diciembre de 1995.

## Discografía

### Eden (1984-1985)
- Eden

### Criss (1992–95)
- Criss (EP) — diciembre de 1993
- Cat 1 — 16 de agosto de 1994

### Klover
- Feel Lucky Punk — 1995

### Como solista
- Clear Nights and Cloudy Days — 1999

### Iain Ashley Hersey
- Fallen Angel — 2001

### Queensrÿche (2003 – 2009)
- Tribe — 22 de julio de 2003
- The Art of Live — 8 de junio de 2004
- Operation: Mindcrime II — 29 de marzo de 2006
- Mindcrime at the Moore — 4 de abril de 2007
- Take Cover — 13 de noviembre de 2007